# Buona fortuna Charlie
Buona fortuna Charlie (Good Luck Charlie) è una sitcom statunitense trasmessa negli Stati Uniti dal 4 aprile 2010 al 16 febbraio 2014.

Logo inglese

Creata da Phil Baker e Drew Vaupen, la serie, racconta le disavventure della famiglia Duncan alle prese con la nuova quartogenita Charlotte "Charlie" Duncan, interpretata da Mia Talerico. In ogni episodio, Teddy Duncan, interpretata da Bridgit Mendler, crea, proprio per Charlie, un video-diario basato sulla vita della famiglia Duncan e delle loro bizzarre avventure, in modo che quando sarà diventata adolescente potrà guardarli per affrontare al meglio le problematiche adolescenziali.
All'inizio, la serie avrebbe dovuto chiamarsi, Oops to love, Teddy (Attenta all'amore, Teddy!), ma alla fine si è scelto usare il titolo,Good Luck Charlie, in modo che si potesse esprimere al meglio ciò che avviene in tutte le puntate.
Buona Fortuna Charlie! ha debuttato negli Stati Uniti a partire dal 4 aprile 2010 su Disney Channel. In Canada, Regno Unito e Irlanda il 14 maggio 2010, in Italia il 12 luglio 2010 e in Nuova Zelanda e Australia il 23 luglio 2010.
La seconda stagione, la cui produzione è iniziata nell'agosto 2010, è andata in onda negli Stati Uniti, il 20 febbraio 2011, e in Italia l'8 luglio 2011. Successivamente è stato prodotto un film centrato sul festeggiamento del Natale della famiglia Duncan, andato in onda negli Stati Uniti il 2 dicembre 2011 e in Italia il 23 dicembre dello stesso anno. In questo film verrà annunciato il nuovo arrivato in casa Duncan, che nascerà nel corso della terza stagione, andata in onda negli Stati Uniti il 6 maggio 2012, mentre in Italia il 14 ottobre 2012.
Il 12 luglio 2012 la serie è stata rinnovata per una quarta ed ultima stagione. In Italia, inoltre, dal 10 dicembre 2012, è stata trasmessa su Italia 1.
La quarta stagione è andata in onda negli Stati Uniti il 28 aprile 2013, mentre in Italia il 6 ottobre 2013. La serie si è conclusa con l'episodio finale di un'ora intitolato Good Bye Charlie, andato in onda il 16 febbraio 2014 negli Stati Uniti, mentre in Italia il 24 maggio 2014.

## Trama
La serie illustra le vicende quotidiane legate alla famiglia Duncan, alle prese con la quarta figlia, Charlie Duncan, interpretata da Mia Talerico. Quando i genitori Amy, interpretata da Leigh-Allyn Baker, infermiera, e Bob, interpretato da Eric Allan Kramer, un disinfestatore, ritornano al lavoro, chiedono ai loro altri tre figli PJ, interpretato da Jason Dolley, Gabriel "Gabe", interpretato da Bradley Steven Perry, e Teddy, interpretata da Bridgit Mendler, di aiutarli nella gestione della casa e della piccola Charlie. Allo stesso tempo però, PJ, Gabe e Teddy provano ad affrontare tutti i problemi e le avventure tipiche degli adolescenti.
Gli eventi di ogni episodio diventano materiale per il video diario girato da Teddy per la sua sorellina. Teddy spera che i video, in futuro, saranno d'aiuto a Charlie per affrontare al meglio i tipici problemi adolescenziali. Evitare errori, delusioni amorose e punizioni, sarà il beneficio che Charlotte trarrà dai video diari della sorella Teddy, che, alla fine di ogni video dice sempre "Buona fortuna Charlie".
La terza stagione si è aperta con la nascita del quinto figlio di Amy e Bob: Toby Duncan, annunciato nel film. È stato presentato il 24 novembre 2012, il cui nome completo è, Toby Wan Kenobi Duncan (scelto da Bob stesso poiché Star Wars è il suo film preferito).
La serie racconta anche di alcuni argomenti che interferiscono con la loro vita quotidiana spesso accompagnati da risate e inconvenienti, che si trasformano in divertenti avventure per la famiglia Duncan.

## Episodi
| Stagione         | Episodi | Prima TV originale | Prima TV Italia |
| ---------------- | ------- | ------------------ | --------------- |
| Prima stagione   | 26      | 2010-2011          | 2010-2011       |
| Seconda stagione | 30      | 2011               | 2011-2012       |
| Terza stagione   | 23      | 2012-2013          | 2012-2013       |
| Quarta stagione  | 21      | 2013-2014          | 2013-2014       |

## Sigla
La sigla, Hang in There, Baby, è cantata da Bridgit Mendler, mentre in Italia da Giulia Luzi.
Inoltre nell'episodio, La casa sull'albero, vi è un riferimento al titolo originale della canzone: quando tutti cadono dalla casa sull'albero, Charlie si ritrova appesa al ramo, infatti, la traduzione del titolo è Tieni duro baby.

## Episodi speciali

### Spettacolo sulla neve
È il primo episodio speciale, composto da due parti. Venne trasmesso il 16 e 23 gennaio 2011 negli Stati Uniti e il 6 aprile 2011, in Italia.

### I Duncan alle Hawaii
È il secondo episodio speciale, anche questo composta da due parti. È stato trasmesso il 24 e 31 luglio 2011 negli Stati Uniti e il 15 e 16 dicembre 2011, in Italia.

### Un arrivo speciale
È il terzo episodio speciale di un'ora ed è l'episodio in cui nasce il nuovo bambino Duncan. L'episodio è stato trasmesso il 24 giugno 2012 negli Stati Uniti e il 24 novembre 2012, in Italia.

### Tutti giù per terra
È il quarto episodio speciale di un'ora ed è l'ultimo episodio della terza stagione. L'episodio è stato trasmesso il 20 gennaio 2013 negli Stati Uniti e il 4 maggio 2013, in Italia.

### Buona fortuna Teddy!
È il quinto episodio speciale di un'ora ed è l'ultimo episodio della quarta stagione nonché della serie. L'episodio è stato trasmesso il 16 febbraio 2014 negli Stati Uniti e In Italia il 24 maggio 2014.

## Crossover

### Charlie a tutto ritmo
Considerato come unico episodio di Buona fortuna Charlie, questo è il primo crossover, con la serie A tutto ritmo. L'episodio è andato in onda il 5 giugno 2011 negli Stati Uniti e il 25 novembre 2011, in Italia.

### Buona fortuna Jessie: Natale a New York
Il 29 ottobre 2013 è stato annunciato il secondo crossover, nonché primo ambientato nel periodo natalizio. E un episodio di un'ora con la serie Jessie. È andato in onda il 29 novembre 2013 negli Stati Uniti, mentre in Italia il 13 dicembre 2014.

## Personaggi e interpreti

### Principali
- Teddy Duncan, interpretata da Bridgit Mendler, doppiata da Valentina Favazza.
La secondogenita di Bob e Amy Duncan. La sua migliore amica è Ivy. Ha un legame molto stretto con la sorellina Charlie: per lei gira dei video-diari dove le dà sempre consigli su come sopravvivere nella loro stramba e numerosa famiglia.
- PJ Duncan, interpretato da Jason Dolley, doppiato da Alessio De Filippis.
Il primogenito di Bob e Amy Duncan, quindi fratello maggiore di Teddy, Gabe, Charlie e Toby. Il suo nome per esteso è Patrick John (ma per un errore il papà lo chiamò Patty Joah Duncan). È il migliore amico di Emmett ed è un ottimo cuoco.
- Gabe Duncan, interpretato da Bradley Steven Perry, doppiato da Federico Bebi.
Gabe è il terzogenito dei coniugi Duncan e il solo Duncan con i capelli castani corti, a differenza del resto della sua famiglia, dove sono tutti biondi. Inoltre è considerato la pecora nera della famiglia, definito molto furbo e combina guai.
- Charlotte "Charlie" Duncan, interpretata da Mia Talerico, doppiata da Martina Bebi.
La quartogenita di Bob e Amy Duncan. È dolce, adorabile, intelligente per la sua età, e un po' dispettosa. Teddy le sta facendo dei video-diari per fare in modo che, quando sarà cresciuta, abbia bei ricordi e sopravviva nella loro speciale famiglia.
- Bob Duncan, interpretato da Eric Allan Kramer, doppiato da Massimo De Ambrosis.
Il papà dei cinque fratelli e marito di Amy, con la quale litiga spesso, ma mai seriamente. È un disinfestatore e vuole molto bene ai figli ed ha un'intesa particolare con Teddy. Come la moglie, parla con modi giocosi ed infantili con Charlie. Come dimostrato da una videocassetta, da adolescente era identico a PJ, magro, con i capelli lunghi e biondi, mentre nella prime due stagioni è grasso e calvo. Adora le ciambelle, la pizza ed il suo divano.
- Amy Duncan, interpretata da Leigh-Allyn Baker, doppiata da Antonella Baldini.
La mamma di PJ, Teddy, Gabe, Charlie e Toby. È un'infermiera da oltre venti anni. Da giovane lavorava nel mondo dello spettacolo come conduttrice del programma della sua università. Le è rimasta la passione per il teatro, il canto, il cinema. A volte per questo motivo litiga con i figli, soprattutto con Teddy. Adora, appunto, stare al centro dell'attenzione.

### Secondari
- Ivy Renee Wentz, interpretata da Raven Goodwin, doppiata da Letizia Ciampa.
 La migliore amica di Teddy, ama fare shopping.
- Emmett Heglin, interpretato da Micah Williams, doppiato da Alessio Nissolino.
 Il migliore amico di PJ e con lui forma una band. Ha un nipote dell'età di Charlie.
- Signora Dabney, interpretata da Patricia Belcher, doppiata da Anna Rita Pasanisi.
 La vicina di casa dei Duncan. Odia i Duncan, e in particolar modo, non prova molta simpatia per Gabe. Ha un figlio Rodney che frequenta un college in Florida.
- Debbie Dooley, interpretata da Ericka Kreutz, doppiata da Tiziana Avarista.
 Vicina di casa dei Duncan dopo la Signora Dabney.
- Spencer Walsh, interpretato da Shane Harper, doppiato da Alessandro Campaiola.
Il fidanzato di Teddy. È molto bello, intelligente ed ha un sorriso smagliante.
- Skyler, interpretata da Samantha Boscarino, doppiata da Giulia Franceschetti.
Amica di P.J.
- Vonnie, interpretata da Cyrina Fiallo, doppiata da Benedetta Ponticelli.
Amica di Teddy, ragazza di PJ.
- Mary Lou Wentz, interpretata da Ellia English, doppiata da Daniela Debolini.
 La mamma di Ivy, moglie del signor Wentz e presunta migliore amica di Amy Duncan.
- Toby Duncan, interpretato da Jake Cinoa (st. 3) e da Logan Moreau (st. 4).
 Il quinto figlio di Amy e Bob, nato lo stesso giorno di Charlie.
- Jo Keener, interpretata da Genevieve Hannelius.
 Viene considerata la bulla della scuola di Gabe, ed è innamorata di lui.
- Jake, interpretato da Tucker Albrizzi.
 Il miglior amico di Gabe. È considerato un ragazzo imbranato, ma a quanto pare, ha una famiglia molto benestante.
- Beau Landry, interpretato da Luke Benward, doppiato da Emiliano Coltorti.
 Nipote di Karen.

## Controversie
Il 28 gennaio 2014 è stato annunciato da Disney Channel la produzione di un episodio basato sull'omosessualità. In seguito, l'associazione, One Millions Moms, era contraria a questa scelta della Disney. Ma la Disney, nonostante la protesta, realizzò l'episodio, La casa sull'albero, con speciali, tra le quali, Miley Cyrus, famosa per il suo ruolo di Miley Stewart in Hannah Montana e Evan Rachel.
Quest'ultime successivamente però, rifiutarono e vennero sostituite da Desi Lydic e Lilli Birdsell.

## Riconoscimenti
- 2015 - Young Artist Awards[1]
  - Miglior performance in una serie televisiva - Giovane attore guest star di anni 11-14 a Rio Mangini

## Film
L'11 luglio 2010 Disney Channel ha annunciato che un film TV basato sulla serie era in produzione. Il film, intitolato Buona fortuna Charlie - Road Trip Movie, è sceneggiato da Geoff Rodkey e diretto da Arlene Sanford ed è stato trasmesso nel dicembre del 2011.

## Versione indiana
In India è stata prodotta una versione indiana della serie, dal titolo Best of Luck Nikki, con appunto il cast indiano, interpretante gli stessi personaggi.